# Petronymphe
Petronymphe is een geslacht uit de aspergefamilie. De soort komt voor in Mexico. Het geslacht telt slechts een soort: Petronymphe decora.